# Aníger de Francisco de Maria Melillo
Dom Aníger de Francisco de Maria Melillo (7 de junho de 1911 - 17 de abril de 1985) foi um sacerdote católico brasileiro e bispo da Diocese de Piracicaba, São Paulo.
Aníger de Francisco de Maria ingressou no Seminário Diocesano de Campinas aos treze anos. Já seminarista, foi convocado para o serviço militar. Cursou Filosofia e Teologia no Seminário Central do Ipiranga, em São Paulo. Foi ordenado em 31 de dezembro de 1933. Um mês depois foi nomeado coadjutor da Paróquia de Nossa Senhora do Carmo, de Campinas. Trabalhou em Piracicaba (1937-1940), como coadjutor na Matriz de Santo Antônio. Participou do Congresso Eucarístico, no qual a diocese foi instalada, em 1944. Depois, em Campinas, foi pároco da Paróquia Nossa Senhora do Carmo e reitor do Seminário Diocesano, e nomeado cônego do Cabido Diocesano. A partir de 1955, foi pároco em Iracemápolis, da Arquidiocese de Campinas, até sua nomeação.
Foi nomeado pelo Papa João XXIII em 29 de maio de 1960 como bispo de Piracicaba. Recebeu a ordenação episcopal em 29 de junho do mesmo ano, através de D. Ruy Serra, Bispo de São Carlos. Os principais co-consagradores foram D. Agnelo Rossi, Bispo de Barra do Piraí, e D. Vicente Angelo José Marchetti Zioni, Bispo-auxiliar de São Paulo.
Dom Aníger participou das quatro sessões do Concílio Vaticano II como padre conciliar. No governo diocesano, dividiu a diocese em três regiões pastorais: Piracicaba, Rio Claro e Capivari. Criou doze paróquias, organizou a Pastoral Familiar, estimulou os movimentos leigos, notadamente os Focolares e os Cursilhos de Cristandade, foi atuante contra a aprovação do divórcio. Criou a Faculdade de Serviço Social, o Colégio Comercial Imaculada Conceição e o Cemitério Parque da Ressurreição. Reformou e ampliou as instalações da casa de campo dos seminaristas, que se tornou, sucessivamente, o novo seminário diocesano, o Centro Diocesano de Formação e o Seminário Propedêutico Imaculada Conceição. Durante a ditadura militar, em 1966, marchou na defesa dos princípios democráticos, em Piracicaba e Rio Claro. Abriu as portas da Catedral para abrigar a reunião de estudantes da Escola de Agronomia e os acompanhou em passeata, defendendo a democracia, evitando confronto com os policiais. A pedido de Dom Agnelo Rossi, ordenou como padre seu próprio pai, Vicente Melillo, viúvo e com 83 anos, em 15 de agosto de 1966. 
Governou efetivamente a diocese até 28 de fevereiro de 1980, quando Dom Eduardo Koaik assumiu como Bispo-coadjutor e Administrador Apostólico Sede Plena. Depois, Dom Aníger passou a residir na capital paulista, com a família, para cuidar de sua saúde. Sempre que podia, auxiliava na Catedral da Sé, sobretudo atendendo confissões. O Papa João Paulo II aceitou sua renúncia em 11 de janeiro de 1984, tornando-se emérito de Piracicaba. Faleceu no Instituto do Coração, São Paulo, e foi velado e sepultado na Catedral de Santo Antônio, em Piracicaba.